# The Watcher
«The Watcher» — сингл американского рэпера Dr.Dre, выпущенный 27 февраля 2001 года. Это четвёртый сингл его студийного альбома «2001». На треке присутствуют также рэперы Eminem и Knoc-turn’al, поющие припев.
Позже рэпер Jay-Z выпустил сингл «The Watcher 2», входящий в его альбом «The Blueprint 2: The Gift & The Curse». Версию Jay-Z спродюсировал Dr. Dre.
В 2003 году Dr. Dre и Snoop Dogg выпустили ещё одну версию под названием «The Watcher Pt. 3» на микстейп DJ Jam.
Трек на обратной стороне «Bad Guys Always Die» первоначально появился в саундтреке к фильму Уилла Смита «Дикий, дикий Вест».

## Чарты
| Чарт (2002)    | Наивысшая позиция |
| -------------- | ----------------- |
| Франция (SNEP) | 47                |